# Krótka
Krótka (słow. Krátka, niem. Kratka, węg. Krátka) – trójwierzchołkowy szczyt o wysokości 2375 m n.p.m. (według niektórych wcześniejszych pomiarów 2365 lub 2370 m) w bocznej grani Tatr Wysokich, zwanej główną granią odnogi Krywania. Położony jest pomiędzy Ostrą (Ostrá), od której oddziela go Niewcyrska Przełęcz (Nefcerské sedlo), a Krywaniem (Kriváň), a dokładniej szczytem zwornikowym zwanym Ramieniem Krywania (Rameno Kriváňa), od którego oddziela go przełęcz Szpara (Špára).
Krótka ma trzy wierzchołki, spośród których najwyższy jest środkowy, pozostałe znajdują się na wschód i zachód od niego. Wierzchołki oraz przełączki pomiędzy nimi mają słowackie nazwy:
- Východná Krátka (wierzchołek wschodni),
- Východná Krátka štrbina,
- Prostredná Krátka (wierzchołek środkowy),
- Zapadná Krátka štrbina,
- Zapadná Krátka (wierzchołek zachodni)[4].

Od wierzchołka Krótkiej odchodzą dwie granie boczne:
- w kierunku północnym – krótkie żebro schodzące do doliny Niewcyrki i zakończone turnią nazywaną Krótką Strażnicą (Krátka strážnica); w jego połowie znajduje się przełączka o nazwie Sedielko nad stražnicou[4],
- Jamska Grań (Jamský hrebeň) – dłuższa, od głównego wierzchołka w kierunku południowym, oddzielająca Dolinę Ważecką od jej odnogi – Doliny Suchej Ważeckiej. Najbliższym wzniesieniem w tej grani jest Wielka Jamska Turnia, oddzielona Wyżnią Krótką Szczerbiną[5].

Na szczyt Krótkiej nie prowadzi żaden znakowany szlak turystyczny. Drogi prowadzące na wierzchołek znane były od dawna. Pierwsze odnotowane wejścia:
- latem – Karol Englisch, Paul Spitzkopf senior – 18 lipca 1903 r.[5] (na szczycie zastali ułożony kopczyk z kamieni[6]),
- zimą – Peter Havas w styczniu 1906 r.
- pierwsze odnotowane przejście południowej grani – podczas wejścia na Krótką: Alfred Martin, Johann Franz (senior), 21 września 1907 r.[5]

Dawniej z Krótkiej zjeżdżali wprawni narciarze trasą mającą 1300 m różnicy wzniesień, 6 km długości i o kącie nachylenia 30–40° w górnej części. Obecną polską nazwę szczytu wprowadzili Ludwik Zejszner (1856) i Walery Eljasz-Radzikowski w 1870. Dawniej szczyt zwano Małym Krywaniem, taką nazwę podaje Georg Buchholtz w 1719 r. i Matej Bel w 1736 r.